# 玉林堂
玉林堂（ぎょくりんどう）は、大阪市中央区のはいからほり商店街にある文具販売店。創業は文化年間。

## 歴史
初代当主は藤尾仙助。5代目までは筆の製造を専門とし、6代目からは販売に切り替えた。

## 取扱い商品
- 熊野筆、豊橋筆、中国製筆
- 古梅園製墨
- 呉竹製墨液、書道セット、墨運堂製墨液
- 端渓硯、雄勝硯
- 因州和紙、中国製紙
- 篆刻用品、葉書、便箋、封筒、色紙